# Areeiro (material circulante)
Areeiro é o dispositivo instalado nos veículos ferroviários, que vai lançando jactos de areia sobre os carris, a fim de melhorar la aderência e o atrito entre la rodas e os carris, minorando os riscos de descarrilamento.

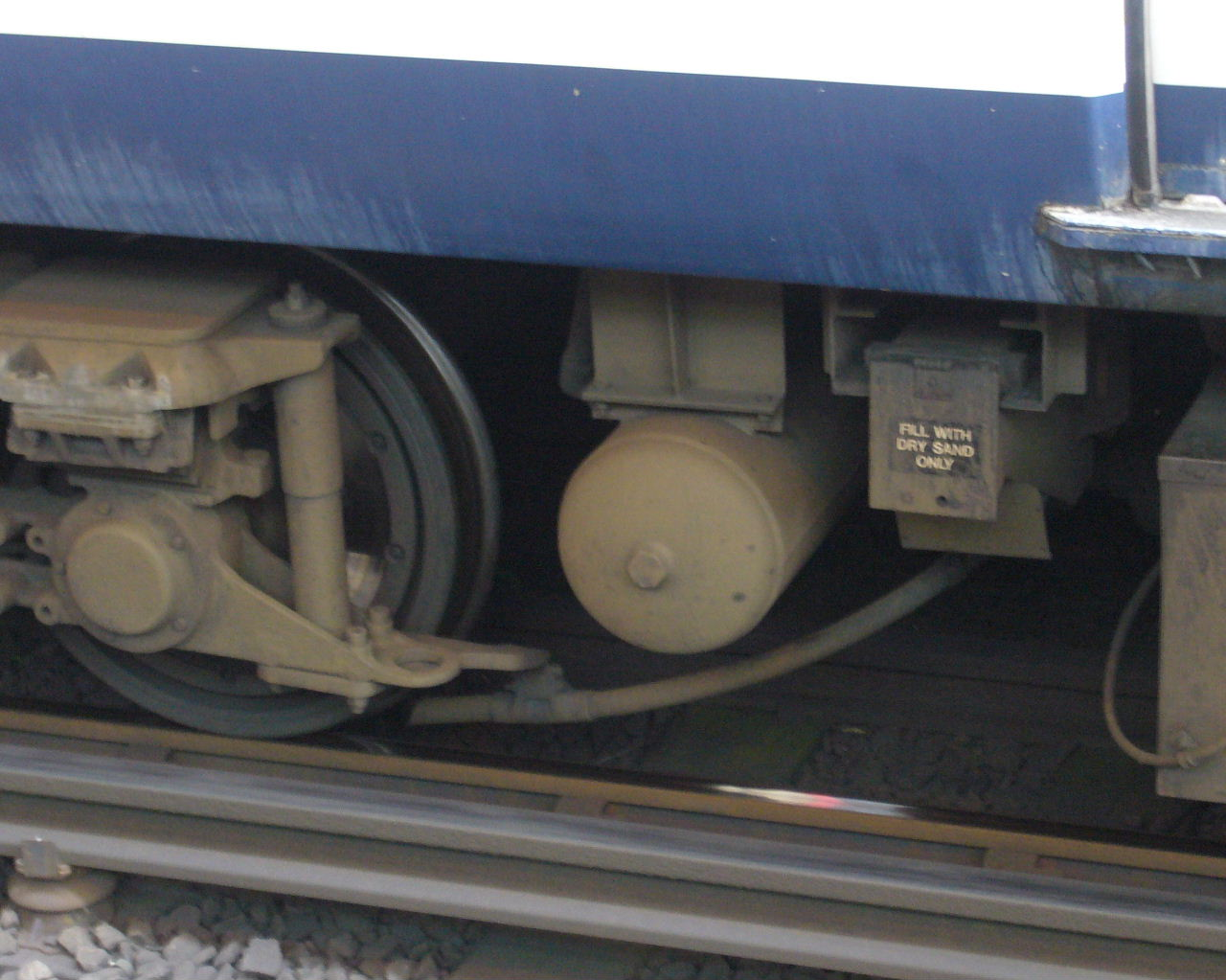
O areeiro de um comboio eléctrico dos caminhos-de-ferro britânicos. A tampa diz: «fill with dry sand only» (Encher só com areia seca).

Este dispositivo faz parte da categoria do material circulante dos comboios e é especialmente útil quando o comboio está parado, uma vez que que aumenta o esforço de tracção, prevenindo resvalagens. No entanto, também é passível de se utilizar, noutras circunstâncias, essencialmente, sempre que o veículo ferroviário precise de aumentar a aderência das rodas ao carril.

## Funcionamento
O areeiro funciona deitando quantidades controladas de jactos de areia sobre a superfície do carril.
Isto permite incrementar a superfície de atrito e, por conseguinte aumentar a aderência das rodas ao carril. O areeiro pode ser activado manualmente, pelo maquinista ou através de dispositivos de controlo automáticos, com recurso ao chamado «ejector do areeiro». Nos sistemas modernos, se o travão de emergência for accionado, o areeiro activa-se automaticamente, a fim de mitigar a distancia de travagem. A areia tanto pode ser lançada sobre o carril por acção de ar comprimido, água ou, no caso das locomotivas a vapor, servindo-se da pressão do vapor da caldeira.
Para o adequado funcionamento do areeiro, as caixas do areeiro, isto é, o recipiente que armazena a areia, deve ser capaz de mantê-la seca e sem humidade, caso contrário, corre-se o risco de obstruir o mecanismo ejector do areeiro. 

São várias as estratégias que se aplicam para evitar que la areia fique inutilizável. Nas locomotivas a vapor, posicionam-se as caixas do areeiro junto à caldera, para as manter con a mínima humidade possível. Há alguns fabricantes que dotam as caixas dos areeiros de dispositivos pneumáticos que evitam a coagulação da arena.